# آدوستینا
آدوستینا (به پرتغالی: Adustina) یک منطقهٔ مسکونی در برزیل است که در باهیا واقع شده‌است. آدوستینا ۱۷٬۱۲۶ نفر جمعیت دارد.